# Історія (Вільгельм Тірський)
«Історія» (лат. Historia) — єрусалимська хроніка XII ст. присвячена історії хрестових походів і Єрусалимського королівства. Автор — архієпископ Вільгельм Тірський, уродженець Єрусалима, учасник і свідок подій. Написана після 1184 року, класичною латиною, на замовлення короля Амальріха І. Складається з 23 книг.  Видатна пам'ятка латинської літератури середньовіччя.

## Назва
Оригінальна назва твору не збереглася. В історіографії використовуються назви залежно від списку чи видання.
- «Історія» (лат. Historia), або «Історія» Вільгельма Тірського — найкоротша назва.
- «Історія Єрусалиму» (лат. Historia Hierosolymitana) — коротка назва зі списків[2].
- «Історія діянь, що сталися за морем» (лат. Historia rerum in partibus transmarinis gestarum) — довга назва деяких списків[2].
- «Історія священної війни» (лат. Belli sacri historia) — назва першого видання 1549 р.
- «Хроніка Вільгельма, архієпископа Тірського» (лат. Willemi Tyrensis Archiepiscopi Chronicon) — за виданням 1986 р.

## Історія "Хроніки"
Описує період від VII ст., від арабського завоювання Сирії, до початку 1184 року. Остання книга недописана — має лише вступ і першу частину. В основі хроніки опис Першого хрестового походу і політичної історії Єрусалимського королівства. Упорядкована як захоплююча наративна історія, хоча планувалася як строго літописне, хронологічне оповідання.
Більша частина тексту була завершена до 1179 року, до участі автора у ІІІ Латеранському соборі, але правлена після його повернення в 1180 році, з урахуванням інтересу європейського читача. При укладанні хроніки було використане широке коло джерел: свідчення очевидців, документи королівського архіву Єрусалима, джерела з арабських бібліотек, утрачені хроніки хрестоносців тощо. Автор часто критикує королів і діячів свого часу, негативно описує тамплієрів і мусульман, схвально ставиться до Візантії і Саладіна. 
Оригінал втрачено, оригінальна назва невідома. Твір зберігся в багатьох копіях-списках, які укладалися починаючи з ХІІІ ст. Перший французький переклад з'явився одразу після смерті автора, по тому книга перекладалася різними мовами. Уперше видана латиною 1549 року в Базелі. Повне академічне видання вийшло 1986 року. Цінне джерело з історії хрестових походів і середньовічного Близького сходу.

## Зміст
- Вступ (Prologus)
Зазначення авторства. Пояснення принципів укладання хроніки: (1) слід писати істину, що породжує ворогів, а не бути запопадливим перед владою (2) слід вміти добре писати, щоб багатство змісту подій на втратило від невміння письменника. Мотив написання: любов до батьківщини (Єрусалима), аби про її величну історію і її діячів знали нащадки. Причина написання: замовлення Амальріка І, за наказом якого Вільгельм вже написав іншу працю з історії мусульман від Магомета до 1184 р. Пояснення структури хроніки: 23 книги (libros), розділені на глави (capitula), що складаються із статей (articulum). Виклад подій подається у хронологічному порядку із коментарями-вставками автора, призначеними для необізнаних читачів[3].
- Книга 1 (Liber I)
  - Глава І. Про те як в часи августа Іраклія, Умар, син Хатаба, третій після Магомета, князь арфумський, захопив усю Сирію (CAPUT PRIMUM. Quod tempore Heraclii Augusti, Homar filius Catab, tertius post Mahumeth, dux Arphum, universam occupavit Syriam).
  - Глава ІІ. Якою була причина того, що він так зненацька захопив Схід; і так само про те як він прийшов до Єрусалима і наказав перебудувати Храм Господній (CAPUT II. Quae fuit occasio, quod ita subito Orientem occupavit; et quod idem Hierosolymam veniens, templum Domini reaedificari praecepit).
  - CAPUT III. Quanto tempore sub alternis dominiis Syria jugum passa est servitutis: et quomodo fidelibus, qui sub infidelium ditione degebant, utilis fuit amicitia magnifici imperatoris Caroli, cum Aarum rege Persarum contracta.
  - CAPUT IV Quomodo in potestatem devenit Aegyptii caliphae, et quomodo Heque nequissimo regnante, servitutis jugum super fideles factum sit intolerabilius; et de ruina ecclesiae Hierosolymitanae.
  - CAPUT V. Quae erat conditio fidelium per illud tempus inter infideles.
  - CAPUT VI. Quomodo patri nequam, filius Daber egregius moderator regni successit: et precibus domini Romani, Constantinopolitani imperatoris, reaedificatur ecclesia, cooperante Joanne Carianite, Constantino monacho necessaria ministrante.
  - CAPUT VII De ortu et prima origine gentis Turcorum.
  - CAPUT VIII. Quot et quantis vitiis per illud tempus subjectus esset mundus.
  - CAPUT IX. Quomodo peccatis exigentibus, Persae usque ad Hellespontum universas occupaverunt regiones.
  - CAPUT X. Quomodo per idem tempus fidelium turbae ad Urbem sanctam accedebant, et qua conditione habebantur tam intus quam extra: et quomodo in manus Turcorum iterum restituta est civitas.
  - CAPUT XI. De adventu viri Dei, Petri Eremitae; et collatione ejus, et venerabilis viri Simeonis patriarchae Hierosolymorum.
  - CAPUT XII. Revelatio quae facta est eidem Petro, in ecclesia Sanctae Resurrectionis.
  - CAPUT XIII. De controversia inter imperatorem Henricum, et Gregorium papam septimum: et quomodo Urbanus ejus successor, Petrum ab Jerosolymis reversum, benigne suscepit.
  - CAPUT XIV. De ingressu domini Urbani papae ad partes ultra montanas, et synodo apud Clarummontem habita.
  - CAPUT XV. ???
  - CAPUT XVI. Qui de principibus ad iter se obtulerunt; et de signo crucis, quod ituri vestibus suis in signum voti et futurae peregrinationis imprimebant.
  - CAPUT XVII. Nomina principum qui de regno Francorum et Teutonicorum iter assumpserunt.
  - CAPUT XVIII. Galterus Sensaveir primus viam ingressus, Constantinopolim pervenit.
  - CAPUT XIX. Petrus Eremita subsecutus, per Hungariam transiens, Hungarorum sentit perfidiam.
  - CAPUT XX. Apud Niz urbem Bulgariae, inter peregrinos et Bulgaros tumultus oritur periculosus.
  - CAPUT XXI. Petrus fugientem suum revocat exercitum, et iterum cum Bulgaris quaerit pacifice convenire; sed factus est error novissimus pejor priore, et dissipatae sunt ejus legiones.
  - CAPUT XXII. Petrus, recollecto profligatarum legionum suarum residuo, Constantinopolim pervenit; et transito Bosphoro, castrametatur in Bithynia.
  - CAPUT XXIII. Exercitus ejus, eo absente, a finibus Nicaenis praedas agit, et juxta urbem Nicaenam oppidum expugnat.
  - CAPUT XXIV. Solimannus Turcorum princeps praedictum recuperat oppidum; et quotquot in eo reperit, gladio perimit.
  - CAPUT XXV. Concitatur adversus eumdem Solimannum ob caedem fratrum universus exercitus, et pugnans adversus eum consumitur.
  - CAPUT XXVI. Sotimannus victor nostrorum castra diripit: residuum populi aut captivum trahit, aut perimit; castrum Civitot obsidet; sed, audita imperatoris legatione, recedit.
  - CAPUT XXVII. Godescalcus, sacerdos quidam Teutonicus, iterum exercitum ducens, in Hungariam pervenit; qui turpia in Hungaros operari non veretur.
  - CAPUT XXVIII. Epistola regis Hungarorum ad praedictum Godescalcum, et ejus exercitum; et interitus eorumdem miserabilis.
  - CAPUT XXIX. Quomodo praecedentes exercitus subsecuta est insensatorum hominum multitudo infinita, Judaeorum interimens populum, et absque disciplina incedens.
  - CAPUT XXX. Quomodo castrum Meeszeburg obsederunt, et septingentos ex Hungaris interfecerunt, et tandem divinitus in fugam versi, pene omnes ab Hungaris interfecti sunt
- Книга 2 (Liber II)
- Книга 3 (Liber III)
- Книга 4 (Liber IV)
- Книга 5 (Liber V)
- Книга 6 (Liber VI)
- Книга 7 (Liber VII)
- Книга 8 (Liber VIII)
- Книга 9 (Liber IX)
- Книга 10 (Liber X)
- Книга 11 (Liber XI)
- Книга 12 (Liber XII)
- Книга 13 (Liber XIII)
- Книга 14 (Liber XIV)
- Книга 15 (Liber XV)
- Книга 16 (Liber XVI)
- Книга 17 (Liber XVII)
- Книга 18 (Liber XVIII)
- Книга 19 (Liber XIX)
- Книга 20 (Liber XX)
- Книга 21 (Liber XXI)
- Книга 22 (Liber XXII)
- Книга 23 (Liber XXIII)

### Видання
- Belli sacri historia, libris 23. comprehensa, de Hierosolyma, ac terra promissionis, adeoque uniuersa pene Syria per Occidentales principes Christianos recuperata: narrationis serie usque ad regnum Balduini quarti, per annos 84. continuata. Opus nunc que primum doctissimi uiri Philiberti Poyssenoti opera in lucem editum. Gulielmo Tyrio metropolitano quondam archiepiscopo autore. Basileae: per Nicolaum Brylingerum et Ioannem Oporinum, 1549. (перше видання латиною)
- Historia belli sacri verissima, lectu et iucunda et vtilissima, libris vigintitribus ordine comprehensa. Authore olim Vuilhelmo Tyrio metropolitano archiepiscopo, nunc vero multo castigatior quam antea in lucem edita. Cum prefatione Henrici Pantaleoni, atque ipsius authoris vita, multarumque nobilissimarum vrbium vera depictione, & omnium librorum ac capitum locupletissimo indice. Basileae: per Nicolaum Brylingerum, 1564.
- Historia // Gesta Dei per Francos. Jacques Bongars, 1611.
  - Historia // Patrologia Latina, Jacques Paul Migne, 1855 (перевидання)
- Historia // Recueil des historiens des croisades (RHC), Auguste-Arthur Beugnot and Auguste Le Prévost, 1844.
- Willelmus archiepiscopus Tyrensis, Historia belli sacri cum continuatione // Patrologia latina, vol. 201, Paris 1903, p. 412.
- Willemi Tyrensis Archiepiscopi Chronicon, ed. R. B. C. Huygens. 2 vols. Corpus Christianorum Continuatio Medievalis, vols. 63 & 63a. Turnholt: Brepols, 1986. (стандартне академічне видання: латинський текст із французьким вступом і коментарями).
  - Willelmus Tyrensis archiepiscopus: Chronicon curante CETEDOC, Universitas catholica lovaniensis, Lovanii Novi. (Corpus Christianorum. Instrumenta lexicologica Latina. Ser. A, 32). Turnhout: Brepols 1986.

### Переклади
англійською
- J. A. Giles, trans. Roger of Wendover's Flowers of History. London, 1849.
- Godeffroy of Boloyne; or, The siege and conqueste of Jerusalem, by William, Archbishop of Tyre. Translated from the French by William Caxton. (Early English Text Society) by K. Paul, Trench, Trubner & Co., 1893. [перевидання: Millwood, N.Y., Kraus Reprint Co., 1973]
- A history of deeds done beyond the sea by William archbishop of Tyre; translated by Emily Atwater Babcock and A.C. Krey 2 voll. (Records of civilization, sources and studies, 35). New York, Columbia University Press, 1943. (неповний переклад на основі RHC, 1844).
- Helen J. Nicholson, ed. The Chronicle of the Third Crusade: The Itinerarium Peregrinorum and the Gesta Regis Ricardi. Aldershot: Ashgate, 1997.
- Janet Shirley, Crusader Syria in the Thirteenth Century: The Rothelin Continuation of the History of William of Tyre with part of the Eracles or Acre text. Aldershot: Ashgate, 1999.

італійською
- Historia della guerra sacra di Gierusalemme, della terra di promissione, e quasi di tutta la Soria ricuperata da' Christiani: raccolta in 23 libri, da Guglielmo arciuescovo di Tiro, & gran cancelieri del regno di Gierusalemme: la quale continua ottantaquattro anni per ordine, fin'al regno di Baldoino 4. Tradotta in lingua italiana da M. Gioseppe Horologgi. Venetia: Vincenzo Valgrisi, 1562. (2-е видання: Venetia: Antonio Pinelli, 1610).
- Guglielmo di Tiro, Cronaca a cura di Eugenio Bugio, in Crociate. Testi storici e poetici, a cura di Gioia Zaganelli (Meridiani Classici dello spirito), Mondadori, Milano 2004.

французькою
- Histoire de la Guerre Saincte, dite proprement, la Franciade orientale, contenant ce que les Francoys & autres princes occidentaux ont heureusement execute contre les Turcs, Sarrasins & infideles, tant pour le recouurement & conqueste de la Saincte Cite & Royaume de Ierusalem, que de la terre de Promission, & de toute la Syrie, par l'espace de quatre vingts quatre ans, que les Chrestiens ont tenu le pais d'Orient: iusques au regne de Baudouin quatriesme du nom, & sixiesme roy de Ierusalem du nombre des Latins, apres l'illustre & magnifique prince Godefroy, duc de Buillon & de Lorraine. Faite latine par Guillaume Archeuesque de Tyr & traduite en francois, par Gabriel du Preau. Paris: Nicolas Chesneau, 1573.
- Collection de memoires relatifs a l'histoire de France depuis la fondation de la monarchie francaise jusqu'au 13e siecle. Par M. Guizot. Paris, libraire chez J.-L.-J. Briere, 1824.
- L'Estoire d'Eracles empereur et la conqueste de la terre d'Outremer, in Recueil des historiens des croisades, Historiens occidentaux, vols. I-II (1844, 1859).
- La Chronique d'Ernoul et de Bernard le Trésorier, ed. Louis de Mas Latrie. Paris, 1871.
- Guillaume de Tyr et ses continuateurs: texte francais du 13. siecle, revu et annote par M. Paulin. 2 voll. (Histoire generale des Croisades par les auteurs contemporains) Paris: Firmin Didot, 1879-1880.
- Margaret Ruth Morgan, La continuation de Guillaume de Tyr (1184–1197). Paris, 1982.

російською
- Вильгельм Тирский. История деяний в заморских землях (пер. М. Стасюлевича) // История средних веков в ее писателях и исследованиях новейших ученых. Том III. СПб. 1887
  - Частина 1 [Архівовано 25 серпня 2011 у WebCite] (Книга 1, Свята Земля до хрестових походів, Петро Пустельник, до 1096 р.)
  - Частина 2 [Архівовано 23 січня 2020 у Wayback Machine.] (Книги 2, 3; 1-й хрестовий похід до здобуття Нікеї, 1096—1097 рр.)
  - Частина 3 [Архівовано 22 січня 2020 у Wayback Machine.] (Книга 8; Звільнення Єрусалиму 1099)
  - Частина 4 [Архівовано 24 січня 2020 у Wayback Machine.] (Книги 9, 10; Готфрід 1099—1100)
  - Частина 5 [Архівовано 23 січня 2020 у Wayback Machine.] (Книги 12, 13; Балдуїн II, похід венеційців 1118—1131)
  - Частина 6 [Архівовано 24 січня 2020 у Wayback Machine.] (Книги 14, 16; Фулько і Балдуїн ІІІ, завоювання Едеси 1131—1162)
  - Частина 7 [Архівовано 21 січня 2020 у Wayback Machine.] (Книга 19, 21, 23; Амальрік і Балдуїн IV, війни з Саладіном 1163—1184).
- История деяний в заморских землях [Архівовано 17 лютого 2020 у Wayback Machine.] (неакадемічний, на основі французького 1824)
- Гийом Тирский, История деяний в заморских землях (Фрагменты): монография /  Гийом Тирский ; пер. Г. Росси. Москва: Директ-Медиа, 2009.

### Огляд, критика
загальні
- Dunbabin, J. William of Tyre and Philip of Alsace, Count of Flanders // Mededelingen van de Koninklijke Akademie voor Wetenschappen, Letteren en Schone Kunsten van België: Klasse der Letteren vol. 48 (1986) pp. 111-117.
- Edbury, P.; Rowe, J. William of Tyre: Historian of the Latin East. Cambridge University Press, 1988.
- Ruth Morgan, M. The Chronicle of Ernoul and the Continuations of William of Tyre. Oxford University Press, 1973.

про списки
- Folda, J. Manuscripts of the History of Outremer by William of Tyre: a handlist // Scriptorium. vol. 27 (1973) pp. 90-95
- Huygens, R. La tradition manuscrite de Guillaume de Tyr // Studi medievali. vol. 5 (1964) pp. 281-373